# Аргамак (деревня)
Аргамак (баш. Арғымаҡ) — деревня в Дюртюлинском районе Республики Башкортостан Российской Федерации.
Входит в состав городского поселения «Город Дюртюли».

## География

### Географическое положение
Расположена на р. Белая в 122 км к северо-западу от ж.‑д.станции Буздяк.
Расстояние до:
- ближайшей ж/д станции (Янаул): ? км.

## Улицы
- Переулок Больничный
- 40 лет Победы
- Марии Якутовой

## История
Известна со 2‑й половины 17 века.
Основана башкирами Ельдякской волости Казанской дороги на собственных землях.
В «Списке населенных мест по сведениям 1870 года», изданном в 1877 году, населённый пункт упомянут как деревня Аргамакова 4-го стана Бирского уезда Уфимской губернии. Располагалась при речке Зигит-илге, на почтовом тракте из Бирска в Мензелинск, в 45 верстах от уездного города Бирска и в 2 верстах от становой квартиры в деревне Дюртюли. В деревне, в 30 дворах жили 172 человека (88 мужчин и 84 женщины, мещеряки), была мечеть. Жители занимались земледелием, скотоводством и пчеловодством.

По подворной переписи крестьянских хозяйств Бирского уезда 1914 года Аргамакова входила в Старо-Султанбекское сельское общество.
В СССР д. Аргамак входила в Дюртюлинский район БАССР, с 1989 — в составе г. Дюртюли.

## Население
В 1795 в 12 дворах проживало 62 чел. (учтены и мишари), в 1865 в 30 дворах — 172 человека, в 1906—381 чел.; 1920—474; 1939—529; 1959—249; 1989—399; 2002—469; 2010—451 человек.
| 2002 | 2009 | 2010 | 2014 | 2015 | 2016 | 2017 |
| ---- | ---- | ---- | ---- | ---- | ---- | ---- |
| 469  | ↗486 | ↘451 | ↘407 | ↘396 | ↘388 | ↘385 |

Этнический состав деревни сменился. Уже в 17 веке зафиксированы мишари, бобыли, впоследствии перешедшие в сословие тептярей. По состоянию на 2002 год живут татары.

## Известные уроженцы
- Агзамов, Эдуард Лутфиевич (род. 1937) — писатель, заслуженный работник культуры БАССР (1988), член Союза писателей (1993).

## Инфраструктура
Конно-спортивный комплекс ЦДОД "КСК «Аргамак», санаторий-профилакторий «Агидель».
До 1917 года аргамакцы занимались земледелием, скотоводством, пчеловодством. В 1906 отмечен хлебозапасный магазин.

## Религия
В 1890 построена мечеть, после революции закрыта. Вновь мечеть открыта после 1991 года.